# Albany (Texas)
Albany je správní město okresu Shackelford County ve státě Texas ve Spojených státech amerických. K roku 2010 zde žilo 2 034 obyvatel. S celkovou rozlohou 3,8 km² byla hustota zalidnění 535,26 obyvatel na km².